# Kiczera (pasmo połonin)
Kiczera (972 m n.p.m.) – szczyt w Bieszczadach Zachodnich, w paśmie połonin.
Jest kulminacją grzbietu biegnącego z Połoniny Dydiowskiej Bukowego Berda na zachód. Od Berda oddziela go głęboka przełęcz Pańskie Prysłopy (807 m n.p.m.), położona zaledwie kilkanaście metrów wyżej niż płynący na południe od niej potok Terebowiec. Po jej północnej stronie początek bierze zaś Zwór. Masyw Kiczery ma kształt trójkątnego klina wciętego między trzy doliny: Terebowca od południa, Zworu od północy i północnego wschodu oraz Wołosatego od zachodu. Ze szczytu odbiegają więc na północ i południowy zachód grzbiety opadające w kierunku ujść tych (dwóch pierwszych) cieków do Wołosatego. Ten biegnący ku ujściu Zworu nosi nazwę Wołcza Hora.
Góra jest porośnięta lasem, jedynie na południowy zachód od wierzchołka jest dość duża polana. Ze względu na położenie na obszarze Bieszczadzkiego Parku Narodowego wejście na szczyt jest prawnie zabronione.